# انحراف (علم الاجتماع)

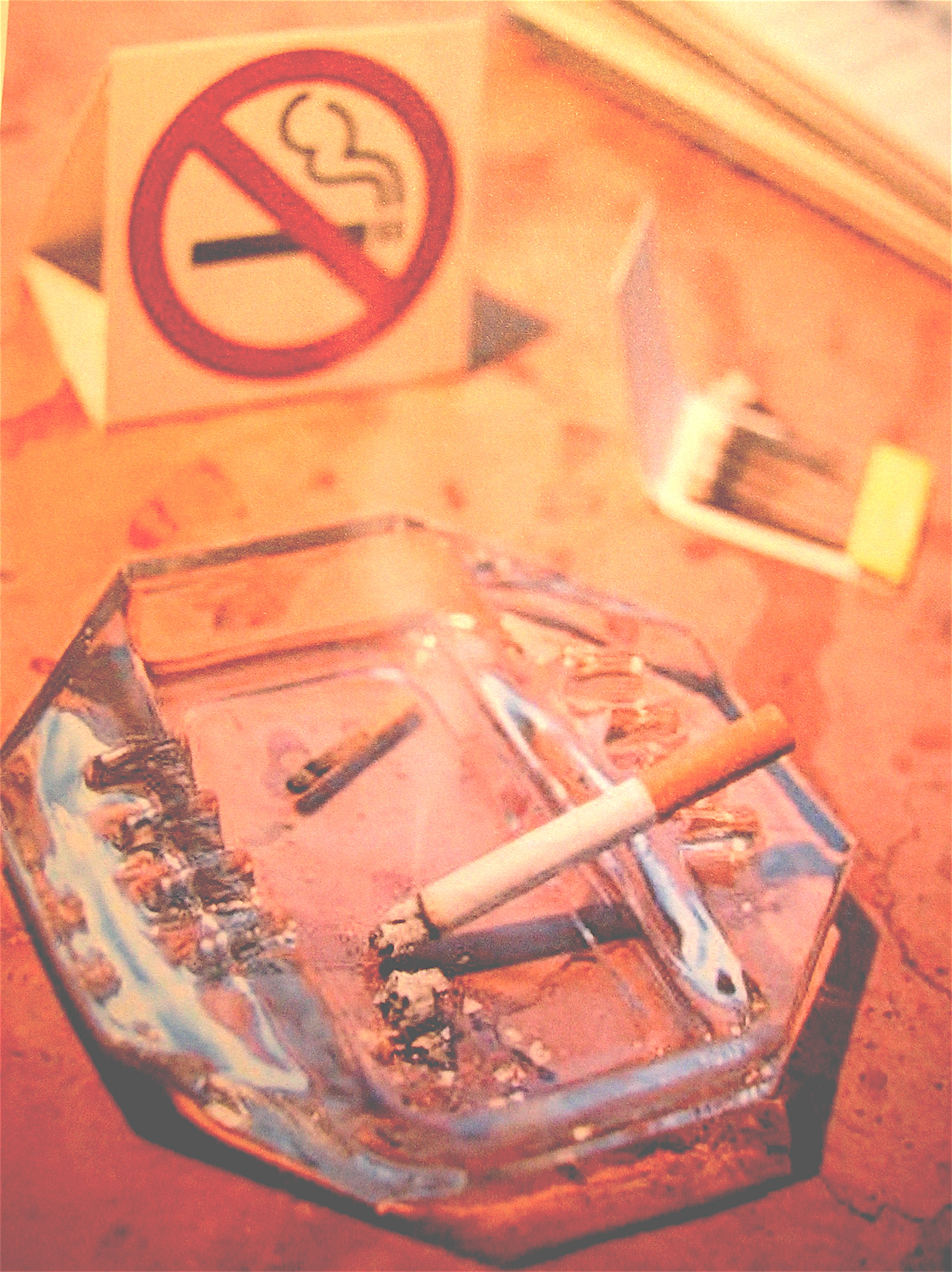
صوره لافتة مكتوب عليها ممنوع التدخين توضح أن التدخين انحراف

الانحراف في علم الاجتماع هو وصف للأفعال أو السلوكيات التي تخرق أو تنتهك المعايير الاجتماعية، بما في ذلك القوانين المسنونة، مثل القيام بعمل إجرامي، أو الخروقات غير الرسمية، مثل رفض عادات وأعراف مجتمع ما. الانحراف سلوكٌ لا يتوافق مع القواعد المؤسساتية أو قواعد السلوك. قد تكون للانحراف دلالة سلبية، إلا أن انتهاك المعايير الاجتماعية ليس دائمًا سلبيًا. يكون الانحراف إيجابيًا في بعض الحالات؛ فبالرغم من انتهاك القواعد، يمكن أن يُصنَف السلوك على أنه إيجابيٌ أو مقبول.
تختلف الأعراف الاجتماعية عبر المجتمع وبين الثقافات. فيُنظَر إلى فعل أو سلوك معين على أنه منحرف ويلاقي العقوبة أو الجزاء في مجتمع ما، ويُنظر إليه نفسُه في مجتمع آخر على أنه سلوك طبيعي. بالإضافة إلى ذلك، يتغير التصور الجَمْعي للانحراف بتغير فهم المجتمع للمعايير الاجتماعية مع مرور الوقت.
الانحراف نسبي يتعلق بالمكان الذي ارتُكب فيه وبوقت حدوثه. فمثلًا، قتل إنسان آخر تصرّف خاطئ بشكل عام، إلا حين تسمح الحكومات بذلك في أثناء الحرب أو في حالات الدفاع عن النفس. يوجد نوعان من الأفعال المنحرفة الرئيسة، الأفعال «السيئة بذاتها» والأفعال «السيئة لأنها مُنعت».
إن دراسة الانحراف الاجتماعي أمر يهتم به علماء الاجتماع وعلماء النفس والأطباء النفسيون وعلماء الجريمة، وذلك من أجل إيجاد حلول للمشاكل المتعلقة، ولكيفية إيجاد أساليب رادعة، ولضرورة إيجاد صيغة لملائمة الضوابط مع مرور الزمن.

## الأنواع
يصنَف انتهاك القواعد في شكلين من أشكال الانحراف. الانحراف الرسمي والانحراف غير الرسمي.
يوصف الانحراف الرسمي بأنه جريمة تنتهك القوانين في المجتمع. الانحراف غير الرسمي هو انتهاك بسيط لقواعد الحياة الاجتماعية غير المكتوبة. القواعد ذات الأهمية الأخلاقية الكبيرة هي الأعراف. يصنف انتهاك الأعراف ضمن الانحرافات غير الرسمية، ويعارض العرف التابوهات الاجتماعية.
المحظورات الاجتماعية هي شكل اجتماعي قوي من السلوك، تعده الأغلبية منحرفًا. يُدان الحديث عن المحظورات علنًا؛ لذا يتجنبه الناس بالكامل تقريبًا. يُسمى المحظور أيضًا «تابو» من الكلمة التونغية «tapu» التي تعني «تحت الحظر» أو «غير مسموحٍ به». يمنع القانون بعض أشكال المحظورات الاجتماعية، ويؤدي حينها انتهاك المحظورات إلى عقوبات شديدة. ينتج عن ارتكاب  المحظورات التي لا يمنعها القانون الشعور بالعار وفقدان الاحترام والإذلال. ليست المحظورات الاجتماعية أمرًا عالميًا ولكنها موجودة في غالبية المجتمعات. ومن أمثلتها القتل والاغتصاب وسفاح القربى والتحرش بالأطفال.
حدد هوارد إس. بيكر، وهو مُنظِّر اجتماعي في نظرية الوَصْم، أربعة أنواع مختلفة من السلوك المنحرف:
1. الاتهام الزائف: يرى الآخرون أن سلوكيات الفرد ممتثلة لقواعد المجتمع أو منحرفة.
2. الانحراف الخالص: يرى الآخرون أن الفرد يشارك في سلوك منحرف ومخالف للقواعد.
3. الامتثال: يرى الآخرون أن الفرد يمتثل للقواعد الاجتماعية الموزعة ضمن المجتمع.
4. الانحراف السري: لا يُنظر إلى الفرد على أنه منحرف أو يشارك في أي سلوكيات مخالفة للقواعد.

## الوظائف
يمكن أن تكون الأفعال المنحرفة تأكيداتٍ على الفردانية والهوية، وهي بالتالي تمرد ضد معايير الثقافة السائدة للمجموعة لصالح ثقافة فرعية. يحدد سلوك الفرد أو المجموعة في مجتمع ما كيف يوجِد الانحراف القواعد.
يزعم إميل دوركهايم أن الانحراف كان جزءًا طبيعيًا وضروريًا من التنظيم الاجتماعي. وذكر أربع وظائف مهمة للانحراف:
1. «يؤكد الانحراف القيم والقواعد الثقافية. يرتكز أي تعريف للفضيلة على فكرة معارضة للفضيلة: لا يمكن أن يوجد الخير دون وجود الشر ولا العدالة دون الجريمة».[7]
2. يحدد الانحراف الحدود الأخلاقية، فيتعلم الناس الصواب والخطأ عبر تعيين الأشخاص المنحرفين.
3. تُجبِر الأشكال الخطيرة من الانحراف الناس على التكاتف والتفاعل ضدها.
4. يدفع الانحراف الحدود الأخلاقية للمجتمع، ما يؤدي إلى التغيير الاجتماعي.

## النظريات
توجد ثلاث طبقات اجتماعية واسعة تصف السلوك المنحرف وهي الوظائفية البنيوية والتفاعل الرمزي ونظرية الصراع.

### الوظائفية البنيوية
يهتم الباحثون في الوظائفية البنيوية بكيفية تعاضد العوامل المتنوعة في المجتمع وتفاعلها لتكوين الكل. ساهمت أعمال إميل دوركهايم وروبرت ميرتون في وضع المثل الوظائفية.

#### نظرية دوركهايم المعيارية حول الانتحار
يُسيء ارتكاب الانحراف الاجتماعي إلى الضمير الجمعي. يصف دوركهايم الضمير الجمعي بأنه مجموعة من القواعد الاجتماعية التي يتبعها أفراد المجتمع. لولا الضمير الجمعي، لا توجد  الأخلاقيات المطلقة المتبعة في المؤسسات والجماعات.
الاندماج الاجتماعي هو الارتباط بالجماعات والمؤسسات، أما التنظيم الاجتماعي، فهو الالتزام بمعايير وقيم المجتمع. تعزو نظرية دوركهايم الانحراف الاجتماعي إلى التطرف في الاندماج الاجتماعي والتنظيم الاجتماعي. وضع دوركهايم أربعة أنواع  للانتحار اعتمادًا على العلاقة بين الاندماج الاجتماعي والتنظيم الاجتماعي:
1. يحدث الانتحار الإيثاري عندما يندمج الفرد بالمجتمع بشكل مفرط.
2. يحدث الانتحار الأناني حين لا يندمج الفرد اجتماعيًا.
3. يحدث الانتحار الذري حين يوجد القليل جداً من التنظيم الاجتماعي نتيجة الشعور بانعدام الهدف واليأس.
4. يحدث الانتحار القاتل عندما يختبر الفرد التنظيم الاجتماعي بإفراط.

#### نظرية التوتر لميرتون
ناقش روبرت كيه ميرتون الانحراف من خلال النظر إلى الأهداف والوسائل على أنها جزء من نظرية التوتر/الانحلال الاجتماعي. يرى دوركهايم أن الانحلال الاجتماعي هو دحض الأعراف الاجتماعية، ويمضي ميرتون أبعدَ من ذلك. يرى ميرتون أن الانحلال الاجتماعي هو حالة لا تتوافق فيها أهداف المجتمع ووسائل تحقيق هذه الأهداف التي يشرعها المجتمع. افترض ميرتون أن استجابة الفرد لتوقعات المجتمع والوسائل التي يتبعها لتحقيق هذه التوقعات تساعد في فهم الانحراف. ونظر إلى الفعل الجمعي على أنه مدفوع بالتوتر والإجهاد والإحباط في مجموعة من الأفراد نتيجة الانفصال بين أهداف المجتمع والوسائل الشائعة لتحقيق تلك الأهداف. في أحيان كثيرة، يُقال إن السلوك الجمعي غير الروتيني (كأعمال الشغب والتمرد وما إلى ذلك) يُرجًع إلى تفسيرات اقتصادية وأسباب متعلقة بالتوتر. يحدد هذان البعدان مدى التكيف مع المجتمع بوجود أهداف الثقافة المجتمعية وهي تصورات المجتمع حول الحياة المثالية، والوسائل المؤسساتية وهي الوسائل المشروعة التي تُمكّن الفرد من الوصول إلى تلك الأهداف.
وصف ميرتون خمسة أنواع من الانحراف من ناحية قبول الأهداف الاجتماعية والوسائل المؤسساتية أو رفضها لتحقيقها:
1. الابتكار هو استجابة ناتجة عن ضغط سببه تركيز الثقافة الاجتماعية على الثروة من جهة وانعدام فرص الثراء من جهة أخرى، ما يجعل الناس «مبتكرين» من خلال الانخراط في السرقة وبيع المخدرات. يقبل المبتكرون أهداف المجتمع، لكنهم يرفضون الوسائل المقبولة اجتماعيًا لتحقيق الأهداف. (فمثلًا: يتحقق النجاح النقدي بارتكاب الجريمة). يزعم ميرتون أن المبتكرين هم غالبًا أولئك الذين عايشوا نفس الرؤى حول العالم التي عايشها الممتثلون، ولكنهم حُرموا من الفرص التي تسمح لهم بتحقيق أهداف المجتمع بطرق مشروعة.[1]
2. يقبل المُمتثلون أهداف المجتمع والوسائل التي يشرعها المجتمع لتحقيق هذه الأهداف (فمثلًا: يتحقق النجاح النقدي من خلال العمل الجاد). يدعي ميرتون أن الممتثلين هم غالبًا أفراد من الطبقة المتوسطة يعملون في وظائف الطبقة المتوسطة، تمكنوا من الوصول إلى الفرص التي يقدمها المجتمع كالتعليم الجيد ويسعون لتحقيق النجاح النقدي من خلال العمل الجاد.[1]
3. يشير التمسك بالطقوس إلى عدم القدرة على الوصول إلى الهدف الذي تحدده الثقافة الاجتماعية، وبالتالي تبني القواعد لدرجة إغفال الأهداف المهمة لصالح الشعور بالاحترام. يرفض المتمسكون بالطقوس أهداف المجتمع، لكنهم يقبلون وسائل المجتمع المؤسساتية. يعمل المتمسكون بالطقوس بشكل شائع في الوظائف المسدودة والمتسمة بالتكرار، فلا يستطيعون تحقيق أهداف المجتمع مع التزامهم بوسائل المجتمع وأعرافه.[1]
4. الانكفاء هو رفض الأهداف والوسائل التي تعينها ثقافة المجتمع، «يتسرب» الفرد ويرفض أهداف المجتمع والوسائل المشروعة لتحقيقها. يرى ميرتون أن هؤلاء هم منحرفون حقيقيون، فهم يرتكبون أفعال منحرفة لتحقيق أهداف لا تتماشى مع قيم المجتمع.[1]
5. يشبه التمرد الانكفاء إلى حد ما؛ لأن الأفراد هنا يرفضون أيضًا الأهداف والوسائل المشروعة في المجتمع، لكنهم يتقدمون خطوة إضافية نحو «ثقافة مضادة». تدعم الأنظمة الاجتماعية الأخرى الموجودة (كسر القواعد). يرفض المتمردون أهداف المجتمع ووسائله المشروعة لتحقيقها، ويخلقون أهدافًا بديلة ووسائل جديدة تحل محل أهداف المجتمع، فهم لا يوجِدون الأهداف الجديدة فحسب، بل يخلقون أساليب جديدة لتحقيق هذه الأهداف التي ستلقى قبول المتمردين الآخرين.[1]